# صناعة الغذاء في روسيا
صناعة الغذاء في روسيا هي فرع من الصناعة في روسيا. تعمل في إنتاج المنتجات الغذائية الجاهزة أو شبه المصنعة ، والمشروبات الغازية والمشروبات الكحولية. تعتبر صناعة الأغذية والتصنيع بمثابة مجال لتشكيل النظام في اقتصاد البلاد ، والذي يشكل سوق الأغذية الزراعية ، والأمن الغذائي والأمن الاقتصادي  .
حجم الإنتاج في تصنيع المنتجات الغذائية والتبغ - 3.12 تريليون روبل (في عام 2010) ، بما في ذلك:
- إنتاج الغذاء - 2.952 تريليون روبل ؛
- صناعة منتجات التبغ - 164 مليار روبل.

في عام 2008 ، أنتجت روسيا 2.9 مليون طن من اللحوم، و 2.5 مليون طن من النقانق، و 3.7 مليون طن من إنتاج الأسماك الغذائية، و 2.5 مليون طن من الزيت النباتي، و 120 طنًا من الشاي، و 413 مليون دال من المياه المعدنية.
متوسط الأجر الشهري في الأغذية والتبغ - 16982 روبل / شهر (مارس 2010)

## التاريخ
في عام 2003 بلغ حجم الإنتاج في صناعة الأغذية 987 مليار روبل (أكثر من 32 مليار دولار).
بلغ حجم الإنتاج في تصنيع المنتجات الغذائية والتبغ في عام 2009 إلى 2.77 تريليون روبل، بما في ذلك:
- إنتاج الغذاء - 2.626 تريليون روبل ؛
- تصنيع منتجات التبغ - 148 مليار روبل.